# 巴雅蒙
巴雅蒙（法語：Bajamont，法語發音：[baʒamɔ̃]）是法国洛特-加龙省的一个市镇，位于该省东南部，属于阿让区和阿让城市圈公共社区。

## 地理
巴雅蒙（44°15'56"N, 0°42'22"E）面积12.2 平方千米，位于法国新阿基坦大区洛特-加龍省，该省份为法国西南部内陆省份，北起多爾多涅省，西接吉倫特省和朗德省，南至热尔省，东临塔恩-加龙省和洛特省。
与巴雅蒙接壤的市镇（或旧市镇、城区）包括：拉克鲁瓦布朗什、富莱罗讷、拉罗克坦博、蓬迪卡斯、索瓦尼亚。
巴雅蒙的时区为UTC+01:00、UTC+02:00（夏令时）。

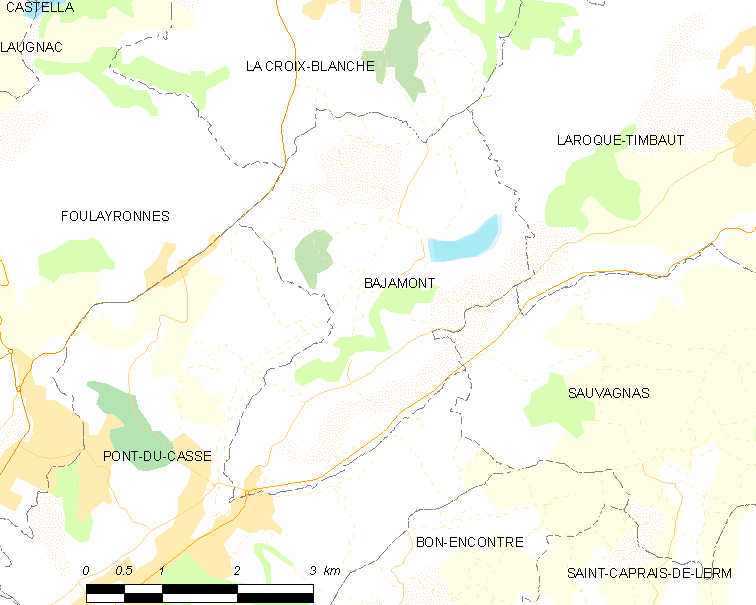
巴雅蒙的OSM定位图

## 行政
巴雅蒙的邮政编码为47480，INSEE市镇编码为47019。

## 政治
巴雅蒙所属的省级选区为阿让第一县。

## 交通
洛特-加龙省省道D310线经过巴雅蒙市中心。

## 人口

1962-2008年间巴雅蒙人口变化图示

巴雅蒙于2022年1月1日时的人口数量为1000人。